# Wenzel Verner
Wenzel Verner (* 4. April 1887 in Prag; † 1938) war Mitbegründer der Kommunistischen Partei Deutschlands (KPD) in Chemnitz und Opfer des Stalinismus.

## Leben
Verner lernte Horizontalbohrer und ging anschließend auf Wanderschaft. Er ließ sich 1906 in Chemnitz nieder und wurde 1909 Mitglied der SPD. 1914 wurde er Soldat an der Ostfront und geriet in russische Gefangenschaft. 
Im Juli 1918 kehrte er nach Deutschland zurück. Er schloss sich der USPD an und wurde 1919 einer der Mitbegründer der KPD in Chemnitz. Verner arbeitete in seinem Beruf, zeitweise war er Betriebsratsvorsitzender. 1924 wurde er in der Bezirksleitung Erzgebirge-Vogtland der KPD als Agitpropsekretär eingesetzt. In den Flügelkämpfen der zwanziger Jahre war er Anhänger von Ernst Thälmann, 1930 wurde er Politleiter im Unterbezirk Plauen. Ab 1932 war Verner in Dresden aktiv, zuletzt im Unterbezirk Bautzen. 
In der Zeit des Nationalsozialismus wurde er 1933 verhaftet und zu acht Monaten (nach anderen Angaben zwei Jahren) Gefängnis verurteilt. Verner und seiner Familie wurde die deutsche Staatsbürgerschaft aberkannt. Nach der Ausweisung aus Deutschland im Oktober 1934 konnte er zunächst in die Tschechoslowakei, dann in die Sowjetunion emigrieren. Dort wurde er im Oktober 1937 vom NKWD verhaftet und am 27. Oktober aus der Partei ausgeschlossen. Wenzel Verner soll 1938 im Gulag umgekommen sein.

### Familie
Verners Ehefrau Anna war ebenfalls Mitglied der KPD. Die Söhne Paul (1911–1986) und Waldemar (1914–1982) waren bereits vor 1933 Funktionäre des KJVD, nach 1933 im antifaschistischen Widerstand aktiv. Nach 1945 wurden beide Funktionäre der SED.

## Ehrungen
- Nach Wenzel Verner sind eine Straße und ein Park in Chemnitz-Helbersdorf benannt. Weiterhin gab es zu DDR-Zeiten in Chemnitz eine Wenzel-Verner-Schule (POS), die nach der Wende zusammen mit einer anderen Schule im Immanuel-Kant-Gymnasium aufging. Das Gymnasium besteht heute nicht mehr, die Schulgebäude wurden 2005 abgerissen.
- Auch in Plauen war eine Schule nach Wenzel Verner benannt.